# Liste des maires de Tramoyes

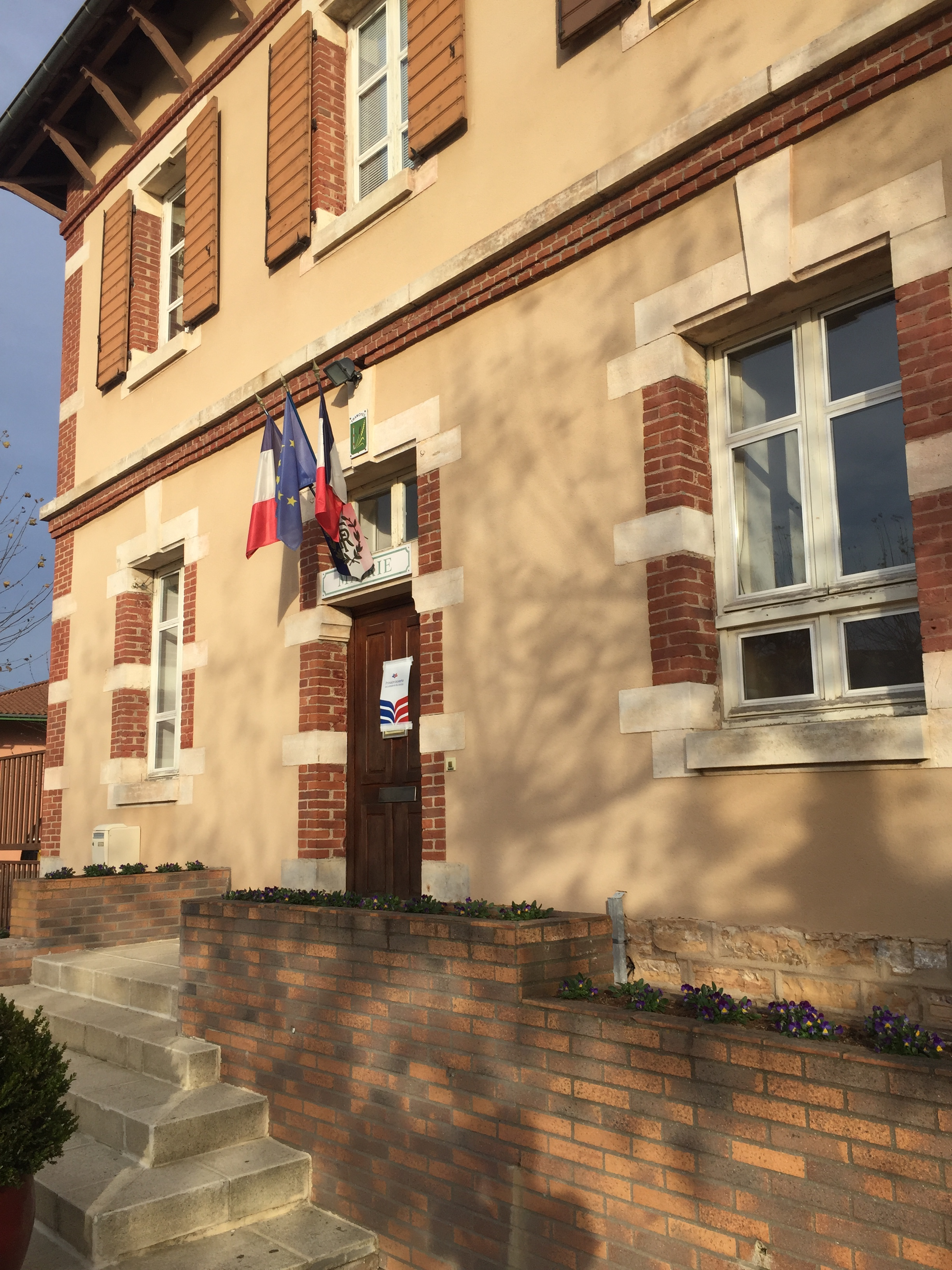
La mairie de Tramoyes en novembre 2016.

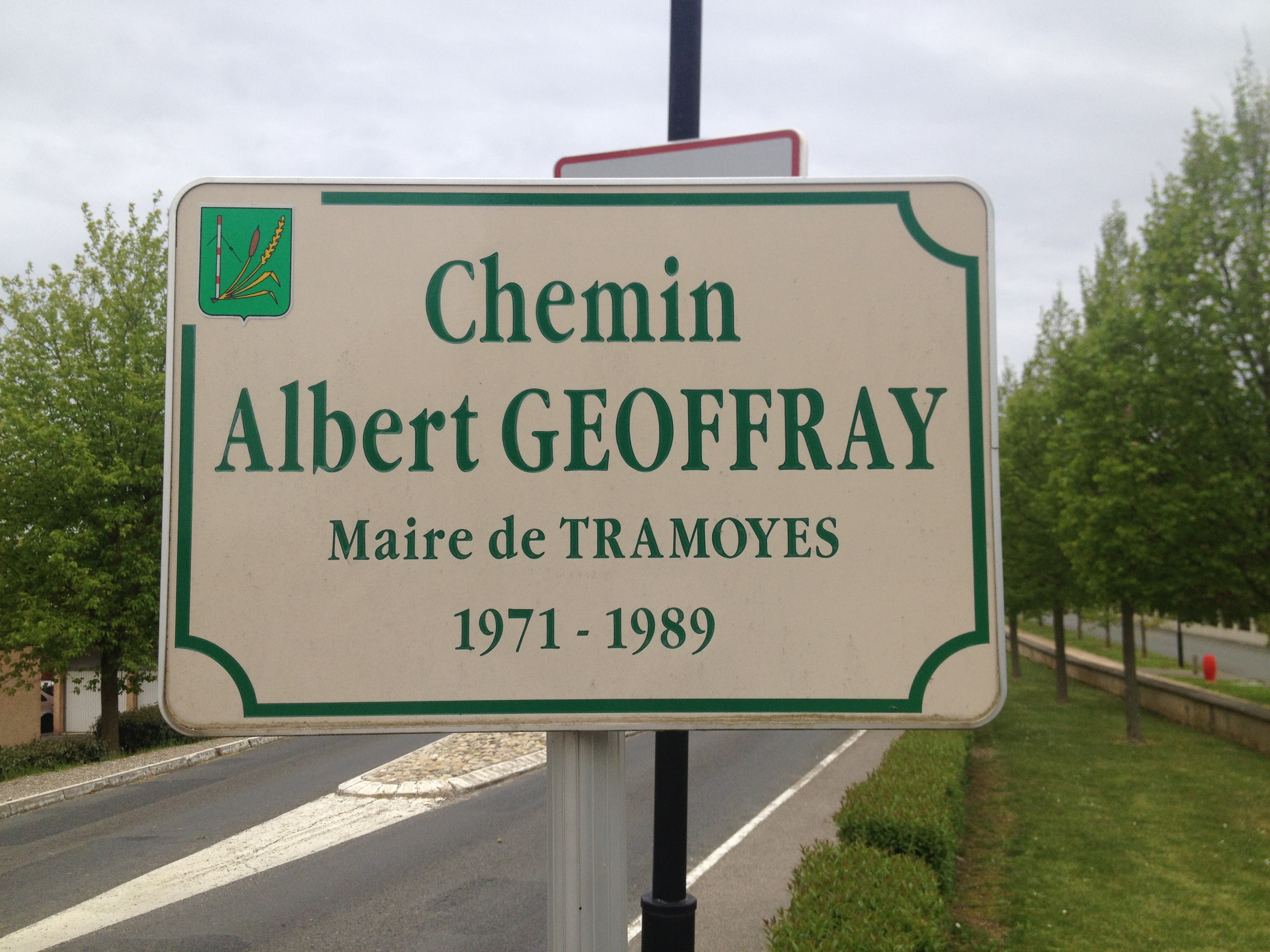
Plaque du chemin Albert-Geoffray, maire entre 1971 et 1989.

La liste des maires de Tramoyes présente la liste des maires de la commune de Tramoyes.

## Liste des maires successifs
| Période   | Période  | Identité               | Étiquette | Qualité                                          |
| --------- | -------- | ---------------------- | --------- | ------------------------------------------------ |
| 1790      | 1792     | Jacques Duc            |           |                                                  |
| 1792      | 1793     | Claude Petit           |           |                                                  |
| 1793      | 1795     | Louis Gelas            |           |                                                  |
| 1795      | 1797     | Jacques Duc            |           |                                                  |
| 1797      | 1798     | Pierre Ray             |           |                                                  |
| 1798      | 1800     | Ennemond Bailly        |           |                                                  |
| 1800      | 1809     | André Martin           |           |                                                  |
| 1809      | 1817     | Louis Gelas            |           |                                                  |
| 1817      | 1826     | Théodore Gelas         |           |                                                  |
| 1826      | 1835     | Jean Gelas             |           |                                                  |
| 1835      | 1836     | Joseph, André Sarrazin |           |                                                  |
| 1836      | 1848     | Jacques André          |           |                                                  |
| 1848      | 1850     | Jean Bailly            |           |                                                  |
| 1850      | 1868     | Benoît Rivière         |           |                                                  |
| 1868      | 1870     | Pierre Feuillet        |           |                                                  |
| 1870      | 1881     | Jean Heraut            |           |                                                  |
| 1881      | 1892     | Michel Desplanche      |           |                                                  |
| 1892      | 1897     | Etienne Talon          |           |                                                  |
| 1897      | 1900     | Claude Granjean        |           |                                                  |
| 1900      | 1919     | Jean Aimé Heraut       |           |                                                  |
| 1919      | 1929     | Charles Plantier       |           |                                                  |
| 1929      | 1937     | Célestin Penard        |           |                                                  |
| 1937      | 1945     | Pierre Anselme         |           |                                                  |
| 1945      | 1947     | Nicolas Bellet         |           |                                                  |
| 1947      | 1965     | Jean-Claude Geoffray   |           |                                                  |
| 1965      | 1971     | Claudius Maurice       |           |                                                  |
| 1971      | 1989     | Albert Geoffray        |           |                                                  |
| 1989      | 2001     | René Poncin            |           | Réélu en 1995                                    |
| 2001      | 2018     | Henri Mercanti         | LR        | Retraité Fonction publique Réélu en 2008 et 2014 |
| Mars 2018 | En cours | Xavier Deloche         | DVG       | Directeur qualité                                |